# Wielki tydzień
Wielki tydzień is een Poolse oorlogsfilm uit 1995 onder regie van Andrzej Wajda.

## Verhaal
Tijdens de opstand in het getto van Warschau wordt een tram beschoten. De passagiers moeten vluchten in de nabijgelegen huizen. Irena Lilien loopt daarbij recht in de handen van haar jeugdliefde Jan Malecki.

## Rolverdeling
| Acteur                | Personage          |
| --------------------- | ------------------ |
| Beata Fudalej         | Irena Lilien       |
| Wojciech Malajkat     | Jan Malecki        |
| Magdalena Warzecha    | Anna Malecka       |
| Bozena Dykiel         | Mevrouw Piotrowska |
| Cezary Pazura         | Piotrowski         |
| Wojciech Pszoniak     | Zamojski           |
| Agnieszka Kotulanka   | Karska             |
| Artur Barcis          | Zaleski            |
| Krzysztof Stroinski   | Osipowicz          |
| Michal Pawlicki       | Vader van Irena    |
| Maria Seweryn         | Marta              |
| Tomasz Preniasz-Strus | Wladek             |